# Alfred Schieske

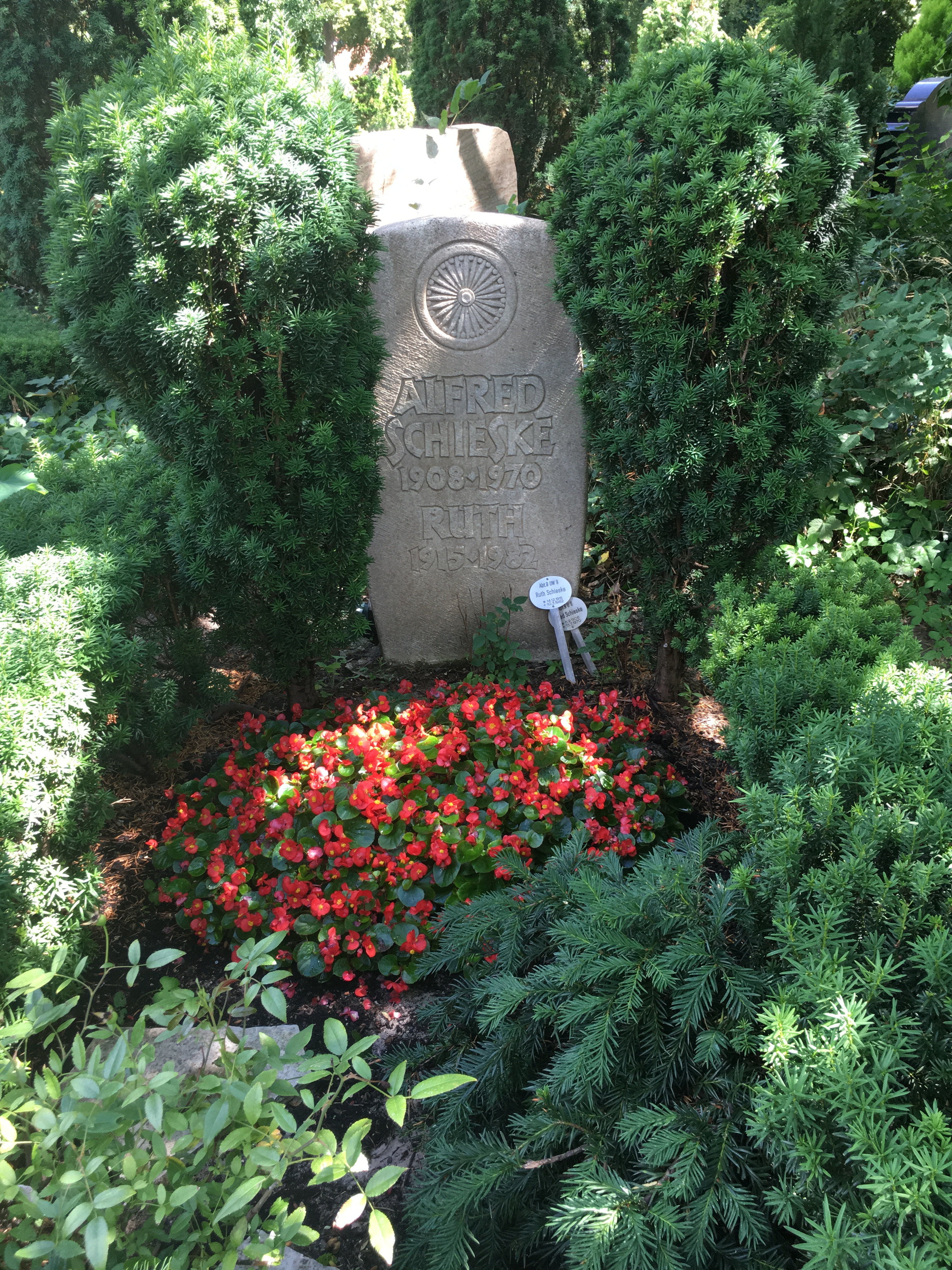
Das Grab von Alfred Schieske

Alfred Paul Heinrich Schieske (*  6. September 1908 in Stuttgart; † 14. Juli oder 15. Juli 1970 in Berlin) war ein deutscher Schauspieler.

## Biografie
Der Sohn eines Deutschen und einer Französin nahm Schauspielunterricht bei Willy Reichert und gab 19-jährig sein Debüt am Landestheater Stuttgart. Danach spielte er in Heidelberg, Esslingen am Neckar, Bochum und Köln. 1940 folgte er dem Ruf von Gustaf Gründgens an das Berliner Staatstheater. Bei Kriegsende kam er noch auf die Gottbegnadeten-Liste.
Nach dem Krieg agierte er zuerst in Köln, ehe er 1947 in Berlin ein Engagement am Theater am Schiffbauerdamm antrat, wo er bis 1950 arbeitete. Dann wirkte er am Schillertheater und Schlossparktheater in West-Berlin, außerdem in Düsseldorf, Recklinghausen, Jagsthausen sowie bei Gastspielen.
Zu seinen Rollen gehörten Milota in König Ottokars Glück und Ende, Klesel in Ein Bruderzwist in Habsburg, Oberst Henry in Die Affäre Dreyfus (von Wilhelm Herzog), Phil Cook in Ein Mädchen vom Lande (von Clifford Odets), Bolingbroke in Richard II., Wladimir in Warten auf Godot, Clarence in Richard III., Tobias in Was ihr wollt, Adam in Der zerbrochne Krug, Götz in Götz von Berlichingen und Big Daddy in Die Katze auf dem heißen Blechdach. Ab 1961 hatte er in Berlin und Hamburg große Erfolge als Vater Doolittle im Musical My Fair Lady.
Seit 1941 war Schieske auch in Spielfilmen zu sehen. Seine bedeutendste Rolle erhielt er 1948 in dem DEFA-Streifen Affaire Blum als Kriminalist Otto Bonte, der den angeklagten Juden Blum rettet und den wahren Täter überführt. In den 60er Jahren profilierte er sich vor allem als Fernsehdarsteller in Literaturverfilmungen wie Wer einmal aus dem Blechnapf frisst und Jeder stirbt für sich allein mit Edith Schultze-Westrum und Anneli Granget, nach Hans Fallada. Seine letzte Rolle hatte Schieske als unfreundlicher Wirt in Pippi in Taka-Tuka-Land, welcher an seinem Todestag in die deutsches Kinos kam. Aufgrund seiner Erkrankung war er jedoch nicht mehr in der Lage, die Rolle in der deutschen Fassung selbst zu synchronisieren; diese Aufgabe wurde von Bruno W. Pantel übernommen.
Alfred Schieske starb im Alter von 61 Jahren und ruht auf dem Friedhof Zehlendorf im gleichnamigen Berliner Ortsteil. Sein Sohn Geriet Schieske (1945–2023) wurde ebenfalls Schauspieler.

## Filmografie
- 1941: Friedemann Bach
- 1941: Das tapfere Schneiderlein
- 1943: Damals
- 1944: Meine vier Jungens
- 1945: Die Schenke zur ewigen Liebe (unvollendet)
- 1945: Der Puppenspieler (unvollendet)
- 1948: Affaire Blum
- 1948: Berliner Ballade
- 1949: Quartett zu fünft
- 1949: Der Biberpelz
- 1950: Odette
- 1950: Es kommt ein Tag
- 1951: Die Schuld des Dr. Homma
- 1952: Großstadtgeheimnis
- 1952: Der fröhliche Weinberg
- 1953: Inspektor Tondi
- 1955: Der 20. Juli
- 1955: Kinder, Mütter und ein General
- 1956: Nacht der Entscheidung
- 1959: Dorothea Angermann
- 1960: Der Fehltritt
- 1960: Jenseits des Rheins (Le passage du Rhin)
- 1961: Wer einmal aus dem Blechnapf frisst
- 1962: Jeder stirbt für sich allein
- 1963: Das Leben ein Traum
- 1964: Teufelsspur
- 1964: Das schwedische Zündholz (1964)
- 1965: Romulus der Große
- 1965: Überstunden
- 1965: Das Kriminalmuseum – Die Brille
- 1966: Der Richter von London
- 1967: Michael Kohlhaas
- 1967: Liebesgeschichten
- 1967: Kollege Crampton
- 1967: Wo liegt Jena?
- 1968: Von Mäusen und Menschen
- 1968: Flachsmann als Erzieher
- 1968: Die Wilde
- 1969: Bitte recht freundlich, es wird geschossen
- 1969: Zehn kleine Negerlein
- 1970: Unter den Dächern von St. Pauli
- 1970: Pippi in Taka-Tuka-Land (Pippi Långstrump på de sju haven)
- 1970: Peenemünde (zweiteiliger TV-Film)
- 1971: Das Feuerwerk

## Hörspiele (Auswahl)
- 1948: Carl Zuckmayer: Der Schinderhannes (Titelrolle) – Regie: Hannes Küpper (Berliner Rundfunk)
- 1948: Gerhart Hauptmann: Florian Geyer (Titelrolle) – Regie: Hannes Küpper (Berliner Rundfunk)
- 1949: Richard Katz: Ehe der Monsun kam (Obermaschinist) – Regie: Robert Adolf Stemmle (NWDR)
- 1949: Heinrich Mann: Madame Legros (Monsieur Legros) – Regie: Hanns Farenburg (Deutschlandsender)
- 1952: Gerhart Hauptmann: Die Weber (Fabrikant Dreissiger) – Regie: Ulrich Lauterbach (HR)
- 1953: Platon: Der Tod des Sokrates (Kebes) – Regie: Wilhelm Semmelroth (NWDR)
- 1954: Günter Jannasck: Der Deserteur (Major) – Regie: Karl Metzner (RIAS Berlin)
- 1954: Herman Wouk: Die Caine war ihr Schicksal (Leutnant Maryk) – Regie: Gert Westphal (RIAS Berlin / SWF)
- 1954: Charles Bertin: Christoph Columbus (Martin Pinzon, Kapitän der „Pinta“) – Regie: Friedrich Carl Kobbe (RIAS Berlin / BR)
- 1960: Gotthold Ephraim Lessing: Nathan der Weise (ein Derwisch) – Regie: Wilhelm Semmelroth (WDR)
- 1967: Friedrich Hebbel: Agnes Bernauer (Kaspar Bernauer, Bader zu Augsburg) – Regie: Hermann Wenninger (BR)